# Sewer z Antiochii
Sewer (ur. 456, zm. 538 w Aleksandrii) – mnich i teolog, patriarcha Antiochii.

## Życiorys
Sewer w latach 512–518 pełnił urząd patriarchy Antiochii. Został usunięty przez cesarza Justyna I z powodu wyznawania monofizytyzmu. Sewer przeniósł się do Aleksandrii. Od ok. 522 zwalczał przebywającego w tym mieście biskupa Juliana z Halikarnasu, który głosił naukę o niezniszczalności ciała Chrystusa. Poglądy teologiczne Sewera były zbliżone do nauki soboru chalcedońskiego. Głosił, że Chrystus jest jeden, a odrębność Jego dwóch natur została zachowana mimo ich zjednoczenia. Sprzeciwiał się twierdzeniom soboru, że Chrystus jest jeden i ten sam w dwóch naturach. Nauczał, że z dwóch natur, boskości i człowieczeństwa, objawił się jeden Emmanuel i jedna natura Boga-Logosu, która stała się ciałem. Pisma Sewera zachowały się głównie w przekładzie na język syryjski.

## Przekłady w języku polskim
- Sewer z Antiochii, Homilia na zwiastowanie Najświętszej Maryi Panny, przeł. W. Kania, [w:] Teksty o Matce Bożej. Kościoły przedchalcedońskie, wstęp, wybór i opracowanie H. Paprocki, Niepokalanów 1995, ss.180–187.